# Площа Десятого квітня
Площа 10 Квітня — площа в Одесі, яка розташована поблизу району Аркадія.
Один із відомих символів міста. Названа на честь дати звільнення міста від німецько-румунських військ в 1944 році військами 3-го Українського фронту. На площі знаходиться монумент «Крила Перемоги», зведений в 1984 році з приводу 40-ї річниці звільнення міста. Архітектори — Міроненко В. І., Шинкаренко В. П., Корогод В. І., скульптор Конищев Н. П., інженер Добрикін С. Н. Висота монумента 36 метрів, на вершині золота зірка, за формою схожа на зірку ГРС. Монумент та чотири стели біля підніжжя вкриті плитками сірого мармуру, на двох стелах вибито «Указ Президії Верховної Ради СРСР про присвоєння Одесі звання «Місто-Герой», на двох інших — списки Героїв Радянського Союзу та повних кавалерів ордену Слави Одеси та Одеської області. 
На площу виходять проспект Шевченка, вулиці Генуезька, Артура Савельєва, Академічна, центральна алея ландшафтного дендропарку Перемоги. На площі знаходиться торговельно-офісний комплекс «Сади Перемоги».
7 та 28 вересня 2024 року з монумента «Крила Перемоги» демонтовано комуністичну символіку. Попри те, що символіка заборонена Конституційним судом України та розташована поряд з елітним ЖК «Арк Палас», в якому мешкає міський голова, упродовж 9 років місцеві чиновники не наважувалися її знести й була джерелом скандалів, доки її не прибрала громадськість самотужки. Під час російського вторгнення до України заборонену комуністичну символіку, присутню на монументі  неодноразово розмальовували. 

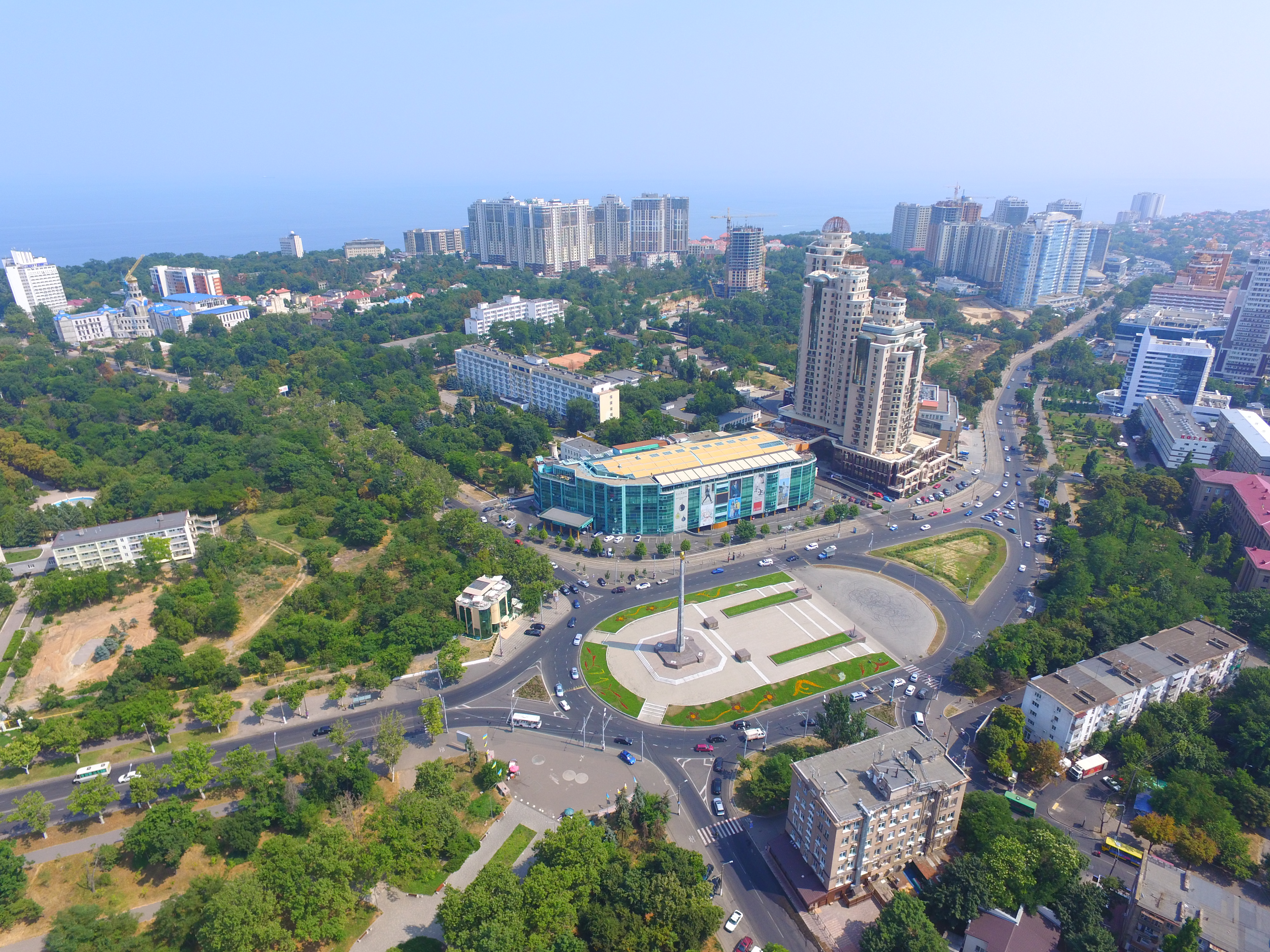
Вигляд на площу з повітря

## Транспорт
На площі мають зупинки наступні різновиди міського громадського транспорту:
- трамвай № 5;
- тролейбуси № 5, 7, 9, 13;
- маршрутні таксі № 9, 115, 129, 137, 146, 168, 185, 193, 195, 198, 207, 242.